# Pulgaon
Pulgaon is een nagar panchayat (plaats) in het district Wardha van de Indiase staat Maharashtra. 

## Demografie
Volgens de Indiase volkstelling van 2001 wonen er 36.506 mensen in Pulgaon, waarvan 52% mannelijk en 48% vrouwelijk is. De plaats heeft een alfabetiseringsgraad van 80%. 